# Vibe Chemistry
Alex Morisco-Tarr, conocido profesionalmente como Vibe Chemistry, es un productor musical de Deanshanger, Inglaterra. Tuvo dos éxitos en la lista de sencillos del Reino Unido; «Balling» en el n.° 35 y «Dancing Is Healing» con Rudimental y Charlotte Plank en el n.° 5.

## Biografía

### Primeros años y lanzamientos
Alex Morisco-Tarr es de Deanshanger, Reino Unido. El 31 de agosto de 2016, lanzó «One Too Many Times» con Sanna Hartfield, un lado doble A con «Babylon Recruits» de Black Opps, y el 16 de febrero de 2017 lanzó un sencillo en solitario, «Entertainment». El 31 de agosto de 2020, lanzó un álbum, «Entropy». El 31 de enero de 2021, él, Magenta, Warhead, Jamezyuk y Big T lanzaron un sencillo, «Fall in Love»; el 15 de febrero de 2021, lanzó un sencillo en solitario, «Loving You», y el 22 de febrero de 2021, lanzó otro sencillo en solitario, «Prophecy». El 2 de marzo de 2021 lanzó «Nothing Changed», y el 11 de marzo de 2021 lanzó el EP Diamonds y el sencillo «Living Like This». El 14 de abril de 2021, lanzó «Promises», una cara doble A que contiene las pistas «To You» y «Bleeding», y el 1 de mayo de 2021 lanzó «Take Me Back». El 10 de mayo de 2021 lanzó «Like That», y el 24 de mayo de 2021 lanzó «Take Me There».

### Ballingy lanzamientos posteriores
El 30 de julio de 2021, lanzó el EP de tres pistas Balling, su primer lanzamiento en un sello y en DnB Allstars; dos semanas después de que se relanzara la canción principal el 24 de marzo de 2022 con Songer, Mr Traumatik, Devilman y OneDa, la canción entró en el Top 40 del Reino Unido, donde alcanzaría el puesto número 35 y pasaría diez semanas no consecutivas allí, cinco de las cuales en el No. 38. El 24 de septiembre de 2021, lanzó «Conquer», y el 3 de diciembre de 2021 lanzó el EP Airplane Mode de tres pistas. El 7 de enero de 2022, apareció en Allstars MIC, una serie quincenal de DnB Allstars, con A Little Sound, miembro de Loud LDN. El 22 de julio de 2022, lanzó «Baddest», que se ubicó en el puesto 42 en la lista de sencillos independientes del Reino Unido, y fue la canción principal de su EP del mismo nombre del 12 de agosto de 2022. El 30 de diciembre de 2022, lanzó Loca, que fue relanzado el 11 de mayo de 2023 con una función de Local, y el 27 de enero de 2023, lanzó «Downfall» con Phibes. El 21 de abril de 2023, apareció en «Dancing Is Healing» con Rudimental y Charlotte Plank, otro miembro de Loud LDN, que se ubicó en el puesto número 5 en la lista de sencillos del Reino Unido y fue certificado Plata por Industria Fonográfica Británica (BPI por sus siglas en inglés).

## Arte
Morisco-Tarr se inspira en Chase & Status, Netsky, Alcemist, goddard. y Disrupta.